# Bullerbyn
Bullerbyn är platsen där Astrid Lindgrens böcker om  barnen i Bullerbyn utspelar sig. Bullerbyn har tre gårdar: Norrgården, Sörgården och Mellangården. I Bullerbyn finns varken folkskola eller telefon, något som istället finns i den närliggande byn Storbyn.
Verklighetens förebild till Bullerbyn är byn Sevedstorp i Vimmerby kommun, där Astrid Lindgrens far Samuel August Ericsson växte upp. Byn var också inspelningsplats för inspelningar 1986 och 1987.
Det finns även ett bostadsområde i Vimmerby som heter Bullerbyn.